# NGC 5195
NGC 5195, 또는 M51b는 사냥개자리에 있는 불규칙 은하이자 상호작용은하로, M51a 곁에 있으며 큰곰자리의 은하 M82와 비슷한 모습을 하고 있다. 지구로부터의 거리는 약 2,100만 광년, 겉보기 등급은 +9.5이다. NGC 목록으로는 NGC 5195의 명칭을 부여받았다.

## 같이 보기
- 드윙글루 1 은하